# Quercus hirtifolia
Quercus hirtifolia — вид рослин з родини букових (Fagaceae); ендемік південної частини Східної Сьєрра-Мадре — Мексика.

## Опис
Великий кущ або невелике дерево висотою до 7 (рідше 9) метрів. Молоді гілочки запушені, на другий рік стають голими. Листки оберненояйцюваті до еліптичних, рідше яйцюваті, 2.8–12 × 1.6–7 см; основа серцеподібна, іноді округла до косої; верхівка загострена, зрідка округла; край звивистий, з 2–4 парами зубів біля верхівки, а іноді й над основою; верх трохи запушений; низ стійко запушений; ніжка рожевувата, злегка запушена або гладка, 2.5–8 мм завдовжки. Чоловічі сережки 2–8 мм; жіночі квітки 1–3 разом. Жолудь довжиною 0.7–1.9 см × діаметром 0.4–1.3 см.
Період цвітіння: квітень — травень. Період плодоношення: вересень — жовтень

## Поширення й екологія
Ендемік південної частини східної Сьєрра-Мадре — Мексика (Пуебла, Ідальго, Веракрус).
Зростає у дубово-сосновому лісі, хмарному лісі та хвойному лісі; на висотах 1600–2450 м.

## Загрози
Загрози: висока щільність населення, екстенсивним тваринництво, будівництво доріг, сільське господарство, незаконні вибіркові рубки, посуха та зміни клімату.